# Perigea perparvula
Perigea perparvula là một loài bướm đêm trong họ Noctuidae.